# Campionati norvegesi di sci alpino 2004
I Campionati norvegesi di sci alpino 2004 si sono svolti a Hafjell dal 17 al 21 marzo. Il programma ha incluso gare di discesa libera, supergigante, slalom gigante, slalom speciale e combinata, tutte sia maschili sia femminili.
Trattandosi di competizioni valide anche ai fini del punteggio FIS, hanno potuto partecipare anche sciatori di altre federazioni, senza che questo consentisse loro di concorrere al titolo nazionale norvegese.

## Risultati

### Uomini

#### Discesa libera
| Pos. | Atleta                    | Nazione   | Tempo   |
| ---- | ------------------------- | --------- | ------- |
| 1    | Audun Grønvold            | Norvegia  | 1:38,08 |
| 2    | Bjarne Solbakken          | Norvegia  | 1:38,31 |
| 3    | Andreas Løchen            | Norvegia  | 1:39,06 |
| 4    | Hans Olsson               | Svezia    | 1:39,15 |
| 5    | Tor Henning Fodnesbergene | Norvegia  | 1:39,27 |
| 6    | Aksel Lund Svindal        | Norvegia  | 1:39,42 |
| 7    | Johnny Albertsen          | Danimarca | 1:39,77 |
| 8    | Lars Elton Myhre          | Norvegia  | 1:39,91 |
| 9    | Kjetil Jansrud            | Norvegia  | 1:39,95 |
| 10   | Ole Magnus Kulbeck        | Norvegia  | 1:40,19 |

Data: 17 marzo

#### Supergigante
| Pos. | Atleta              | Nazione  | Tempo   |
| ---- | ------------------- | -------- | ------- |
| 1    | Aksel Lund Svindal  | Norvegia | 1:22,99 |
| 2    | Bjarne Solbakken    | Norvegia | 1:23,53 |
| 3    | Lars Elton Myhre    | Norvegia | 1:24,42 |
| 4    | Ole Magnus Kulbeck  | Norvegia | 1:24,43 |
| 5    | Patrik Järbyn       | Svezia   | 1:24,46 |
| 6    | Kjetil Jansrud      | Norvegia | 1:24,66 |
| 7    | Audun Grønvold      | Norvegia | 1:25,07 |
| 8    | Jarl Rune Kjæmperud | Norvegia | 1:25,11 |
| 9    | Andreas Løchen      | Norvegia | 1:25.13 |
| 10   | Einar Vegsundvåg    | Norvegia | 1:25,21 |

Data: 19 marzo

#### Slalom gigante
| Pos. | Atleta                  | Nazione  | Tempo   |
| ---- | ----------------------- | -------- | ------- |
| 1    | Bjarne Solbakken        | Norvegia | 2:07,15 |
| 2    | Aksel Lund Svindal      | Norvegia | 2:07,40 |
| 3    | Patrik Järbyn           | Svezia   | 2:08,06 |
| 4    | Truls Ove Karlsen       | Norvegia | 2:08,49 |
| 5    | Andreas Løchen          | Norvegia | 2:08,64 |
| 6    | Kjetil Jansrud          | Norvegia | 2:08,67 |
| 7    | Hermann Haver-Mathiesen | Norvegia | 2:10,05 |
| 8    | Helge Sandnes           | Norvegia | 2:10,47 |
| 9    | Björgvin Björgvinsson   | Islanda  | 2:11,13 |
| 10   | Jarl Rune Kjæmperud     | Norvegia | 2:11,53 |

Data: 20 marzo

#### Slalom speciale
| Pos. | Atleta                    | Nazione  | Tempo   |
| ---- | ------------------------- | -------- | ------- |
| 1    | Aksel Lund Svindal        | Norvegia | 1:41,75 |
| 2    | Lars Elton Myhre          | Norvegia | 1:42,92 |
| 3    | Tor Henning Fodnesbergene | Norvegia | 1:42,93 |
| 4    | Truls Ove Karlsen         | Norvegia | 1:43,10 |
| 5    | Andreas Nilsen            | Norvegia | 1:43,31 |
| 6    | Kristján Uni Óskarsson    | Islanda  | 1:43,41 |
| 7    | Mikkel Bjørge             | Norvegia | 1:43,62 |
| 8    | Mons Bjørge               | Norvegia | 1:43,87 |
| 9    | Hermann Haver-Mathiesen   | Norvegia | 1:44,23 |
| 10   | Björgvin Björgvinsson     | Islanda  | 1:44,48 |

Data: 21 marzo

#### Combinata
| Pos. | Atleta             | Nazione  |
| ---- | ------------------ | -------- |
| 1    | Aksel Lund Svindal | Norvegia |
| 2    | ?                  | ?        |
| 3    | ?                  | ?        |

### Donne

#### Discesa libera
| Pos. | Atleta               | Nazione  | Tempo   |
| ---- | -------------------- | -------- | ------- |
| 1    | Cathrine Meisingset  | Norvegia | 1:44,12 |
| 2    | Andrine Flemmen      | Norvegia | 1:44,20 |
| 3    | Pia Nic Gundersen    | Norvegia | 1:44,22 |
| 4    | Kaia Gulsvik         | Norvegia | 1:44,33 |
| 5    | Lene Løseth          | Norvegia | 1:45,01 |
| 6    | Christine Nordstrøm  | Norvegia | 1:45,91 |
| 7    | Ingrid Oldertrøen    | Norvegia | 1:45,98 |
| 8    | Victoria Christensen | Norvegia | 1:46,15 |
| 9    | Johanna Oscarsson    | Svezia   | 1:46,16 |
| 10   | Anniken Borgen       | Norvegia | 1:46,64 |

Data: 17 marzo

#### Supergigante
| Pos. | Atleta               | Nazione  | Tempo   |
| ---- | -------------------- | -------- | ------- |
| 1    | Andrine Flemmen      | Norvegia | 1:27,09 |
| 2    | Cathrine Meisingset  | Norvegia | 1:28,02 |
| 3    | Anne Marie Müller    | Norvegia | 1:28,07 |
| 4    | Pia Borgen           | Norvegia | 1:28,39 |
| 5    | Pia Nic Gundersen    | Norvegia | 1:29,06 |
| 6    | Therese Neergaard    | Norvegia | 1:29,15 |
| 7    | Ane Emilie Helsem    | Norvegia | 1:29,25 |
| 8    | Victoria Christensen | Norvegia | 1:29,43 |
| 9    | Lene Løseth          | Norvegia | 1:29,47 |
| 10   | Tone Jersin Ansnes   | Norvegia | 1:29,81 |
| 10   | Ingrid Oldertrøen    | Norvegia | 1:29,81 |

Data: 19 marzo

#### Slalom gigante
| Pos. | Atleta                | Nazione  | Tempo   |
| ---- | --------------------- | -------- | ------- |
| 1    | Andrine Flemmen       | Norvegia | 2:15,47 |
| 2    | Line Viken            | Norvegia | 2:15,82 |
| 3    | Trine Bakke           | Norvegia | 2:16,43 |
| 4    | Karina Birkelund      | Norvegia | 2:16,46 |
| 5    | Stina Hofgård Nilsen  | Norvegia | 2:16,89 |
| 6    | Lisa Bremseth         | Norvegia | 2:17,34 |
| 7    | Anne Marie Müller     | Norvegia | 2:17,50 |
| 8    | Lene Løseth           | Norvegia | 2:17,97 |
| 9    | Therese Neergaard     | Norvegia | 2:18,28 |
| 10   | Karine Falck Pedersen | Norvegia | 2:18,40 |

Data: 20 marzo

#### Slalom speciale
| Pos. | Atleta                | Nazione  | Tempo   |
| ---- | --------------------- | -------- | ------- |
| 1    | Line Viken            | Norvegia | 1:43,06 |
| 2    | Trine Bakke           | Norvegia | 1:43,23 |
| 3    | Kaia Gulsvik          | Norvegia | 1:43,94 |
| 4    | Karina Birkelund      | Norvegia | 1:43,98 |
| 5    | Andrine Flemmen       | Norvegia | 1:44,14 |
| 6    | Lene Løseth           | Norvegia | 1:44,66 |
| 7    | Lisa Bremseth         | Norvegia | 1:44,77 |
| 8    | Anne Marie Müller     | Norvegia | 1:45,10 |
| 9    | Tessa Godager         | Norvegia | 1:45,41 |
| 10   | Karine Falck Pedersen | Norvegia | 1:46,22 |

Data: 21 marzo

#### Combinata
| Pos. | Atleta          | Nazione  |
| ---- | --------------- | -------- |
| 1    | Andrine Flemmen | Norvegia |
| 2    | Kaia Gulsvik    | Norvegia |
| 3    | Lene Løseth     | Norvegia |